# Piper puyoense
Piper puyoense är en pepparväxtart som beskrevs av Truman George Yuncker. Piper puyoense ingår i släktet Piper och familjen pepparväxter. Inga underarter finns listade i Catalogue of Life.